# Épinay-sur-Orge
Épinay-sur-Orge är en kommun i departementet Essonne i regionen Île-de-France i norra Frankrike. Kommunen ligger i kantonen Longjumeau som tillhör arrondissementet Palaiseau. År 2022 hade Épinay-sur-Orge 10 626 invånare.

## Befolkningsutveckling
Antalet invånare i kommunen Épinay-sur-Orge
| Referens: INSEE |